# Prix Diane-Potier-Boès
Le Prix Diane-Potier-Boès est un prix de l'Académie française annuel remis dans le domaine de l'histoire depuis 1984. Il est attribué à « l’auteur d’un ouvrage traitant des rapports entre l’Égypte et la France, ou à défaut d’un ouvrage consacré à l’histoire ou à la civilisation de l’Égypte, ou encore à défaut à l’histoire ou à la civilisation des pays de la Méditerranée »,.
Le prix est décerné en l'honneur de Diane Potier-Boès (1900-1979,), professeure à l'école normale primaire licenciée de lettres, épouse du scientifique égyptien Hussein Fawzi (ar) (1900-1988) et fille de l'éditeur parisien Karl Boès (1864-1940).

## Liste des lauréats

### Années 1980
- 1984 : Pierre Aubé, Les Empires normands d'Orient, 3 000 F
- 1984 : Dominique Sourdel, La Civilisation de l'Islam classique, médaille d'argent
- 1985 : Jean-Louis Belachemi, Nous, les frères Barberousse, corsaires et rois d'Alger, 5 000 F
- 1985 : Gilbert Dagron, Constantinople imaginaire, 4 000 F
- 1985 : Jean-Paul Roux, La Religion des Turcs et des Mongols, 5 000 F
- 1986 : Jean Vaujour, De la révolte à la révolution. Aux premiers jours, 6 000 F
- 1987 : Serge Jagailloux, La Médicalisation de l'Égypte au XIXe siècle, médaille d'argent
- 1987 : Jean-Robert Pitte, Terres de Castanide, 10 000 F
- 1987 : Henri Stierlin, L'Astrologie et le Pouvoir, médaille d'argent
- 1988 : Maurice Bucaille, Les Momies des pharaons et la Médecine, médaille d'argent
- 1988 : Christiane Desroches Noblecourt, La Femme au temps des pharaons, 10 000 F
- 1989 : Nicolas Grimal, Histoire de l'Égypte ancienne, 10 000 F

### Années 1990
- 1990 : Michel Guimbal, Deux voyageurs des grandes eaux (Jonas et Noé), médaille de bronze
- 1990 : Marcel Le Glay, Rome, grandeur et déclin de la République, 10 000 F
- 1991 : Marcel Barral, Les Noms de rues à Montpellier, médaille d'argent
- 1991 : Pierre Carlier, Démosthène, 5 000 F
- 1992 : Marie-Françoise Baslez, Saint Paul, 5 000 F
- 1992 : Jean-Joël Brégeon, L'Égypte française au jour le jour, 1798-1801, médaille d'argent
- 1993 : Serge Lancel, Carthage, 5 000 F[8]
- 1994 : Gérard D. Khoury, La France et l'Orient arabe, naissance du Liban moderne, 5 000 F
- 1995 : Jean Guilaine, La Mer partagée. La Méditerranée avant l'écriture (Hachette Littérature), 5 000 F
- 1995 : Pierre Tucoo-Chala, Quand l'Islam était aux portes des Pyrénées, médaille d'argent
- 1996 : Iradj Amini, Napoléon et la Perse (Fondation Napoléon), 5 000 F
- 1997 : Huguette Taviani-Carozzi, La Terreur du monde. Robert Guiscard, et la conquête normande en Italie (Fayard), 5 000 F[9]
- 1998 : Denise Ammoun, Histoire du Liban contemporain (Fayard), 5 000 F[10]
- 1998 : Francis Fèvre, Ptolémée Ier, le Pharaon d'Alexandrie (France-Empire), médaille de bronze[10]
- 1999 : Yves Laissus, L'Égypte, une aventure savante (Fayard), 5 000 F

### Années 2000
- 2000 : Claudine Le Tourneur d'Ison, Mariette Pacha ou le Rêve égyptien (Plon), 5 000 F[11]
- 2001 : Édouard Sablier, Le Prisonnier de Bourganeuf, Djem Sultan (Perrin), médaille d'argent
- 2001 : Pierre Vidal-Naquet, Le Monde d'Homère (Perrin), 5 000 F
- 2002 : Claude Lorieux, Chrétiens d'Orient en terres d'islam (Perrin), 750 €[12]
- 2004 : Béatrix Midant-Reynes, Aux origines de l'Égypte (Fayard), 1 000 €[13]
- 2005 : Alain Faure, Champollion (Fayard), 1 000 €
- 2006 : Danielle Jouanna, Aspasie de Milet, égérie de Périclès (Fayard), 1 500 €
- 2007 : Édith Garnier, L’Âge d’or des galères de France. Le champ de bataille méditerranéen à la Renaissance (Le Félin), 1 500 €
- 2008 : John Tolan, Le Saint chez le Sultan. La rencontre de François d’Assise et de l’Islam, huit siècles d’interprétation (Seuil), 1 500 €
- 2009 : Jean-Nicolas Corvisier, Les Grecs et la Mer (Les Belles Lettres), 1 500 €

### Années 2010
- 2010 : Daniel Panzac (it), La Marine ottomane. De l’apogée à la chute de l’Empire (1572-1923) (CNRS Éditions), 1 500 €[14]
- 2011 : Henri de Wailly, Liban, Syrie. Le mandat 1919-1940, 1 500 €
- 2012 : Guy Galazka, À la découverte de la Palestine. Voyageurs français en Terre sainte au XIXe siècle, 1 500 €
- 2013 : Caroline Hervé-Montel, Renaissance littéraire et Conscience nationale. Les premiers romans en français au Liban et en Égypte (1908-1933), 750 €[15]
- 2013 : Jean-Claude Hocquet, Venise et le Monopole du sel. Production, commerce et finance d’une république marchande, 750 €
- 2014 : Élisabeth Crouzet-Pavan, Le Mystère des rois de Jérusalem (1099-1187), 1 500 €[16]
- 2015 : Ève de Dampierre-Noiray, De l'Égypte à la fiction. Récits arabes et européens du XXe siècle, 1 000 €[17]
- 2016 : Christian et Pierre Pahlavi, Le Marécage des ayatollahs. Une histoire de la révolution iranienne, 500 €[18]
- 2017 : Michel Kaplan, Pourquoi Byzance ? Un empire de onze siècles, 1 000 €[19]
- 2018 : Stéphane Malsagne, Sous l’œil de la diplomatie française. Le Liban de 1946 à 1990, 1 000 €[20]
- 2019 : Oissila Saaïdia, L’Algérie catholique. Une histoire de l’Église catholique en Algérie (XIXe – XXIe siècles), 1 000 €[21]

### Années 2020
- 2020 : Thierry Zarcone, Le Mystère Abd el-Kader. La franc-maçonnerie, la France et l’islam, 1 000 €[22]
- 2021 : Claude Denjean, Les Juifs et les Pouvoirs. Des minorités médiévales dans l’Occident méditerranéen ((XIe – XVe siècle)[23]
- 2022 : Étienne Jouhaud, L’Expérience du Levant à l’automne de la Renaissance. Le « Voyage de Constantinople »[24]
- 2023 : Olivier Bouquet, Pourquoi l’Empire ottoman ? Six siècles d’histoire et Vie et mort d’un grand vizir. Halil Hamid Pacha (1736-1785). Biographie de l’Empire ottoman (Les Belles lettres), 1 000 €[25]
- 2024 : Ons Trabelsi, Sīdī Molière. Traduire et adapter Molière en arabe (Liban, Égypte, Tunisie, 1847-1967) (Classiques Garnier), 1 500 €[26]